# Жирний і дурний
Жирний і дурний (англ. Fat and Foolish) — американська короткометражна кінокомедія режисера Роя Клементса 1917 року.

## У ролях
- Едвард Седжвік
- Віолет Едді
- Гаррі Манн
- Белль Беннетт
- Джей Беласко
- Джилл Кревен